# Marina Huerta Rosales
Marina Huerta Rosales (Valparaíso, Chile, 27 de septiembre de 1934) es una matrona y política chilena, militante del Partido Demócrata Cristiano. Fue concejala y fue la primera alcaldesa de la ciudad de Valparaíso, durante un breve período en 2016.

## Biografía
Fue profesora y directora de la Escuela de Enfermería y Obstetricia de la Universidad de Valparaíso. Integró, asimismo, la Junta Directiva de esa casa de estudios en 1991.
Se desempeñó como concejal de la ciudad de Valparaíso entre 1992 y el 25 de noviembre de 2016, fecha en que el Concejo Municipal la designa como alcaldesa titular, tras la renuncia de Jorge Castro Muñoz. Fue la primera mujer en ocupar este cargo, aunque solo lo hizo durante el lapso de diez días, hasta el 6 de diciembre de 2016, cuando asumió el alcalde electo Jorge Sharp.

## Historial electoral

### Elecciones municipales de 1992
- Elecciones municipales de 1992, Valparaíso[3]

| Candidato                       | Pacto                           | Partido | Votos  | %     | Resultado |
| ------------------------------- | ------------------------------- | ------- | ------ | ----- | --------- |
| Hernán Pinto Miranda            | Concertación por la Democracia  | PDC     | 58 617 | 39,87 | Alcalde   |
| Alejandro Navarrete Pinochet    | Participación y Progreso        | UDI     | 17 152 | 11,67 | Concejal  |
| Alberto Neumann Lagos           | Partido Comunista               | PC      | 6685   | 4,55  |           |
| Gonzalo Yuseff Quirós           | Participación y Progreso        | RN      | 6684   | 4,55  | Concejal  |
| Jorge Castro Muñoz              | Participación y Progreso        | UDI     | 5563   | 3,78  | Concejal  |
| Marisol Paniagua Soto           | Concertación por la Democracia  | PPD     | 4975   | 3,38  | Concejal  |
| Eugenio Trincado Suárez         | Concertación por la Democracia  | PDC     | 4307   | 2,93  | Concejal  |
| Marina Huerta Rosales           | Concertación por la Democracia  | PDC     | 3633   | 2,47  | Concejal  |
| Juan Etcheverry Matamala        | Unión de Centro Centro          | UCC     | 3189   | 2,17  |           |
| Sergio Vuskovic Rojo            | Concertación por la Democracia  | PPD     | 3180   | 2,16  |           |
| Katrina Sanguinetti Tachibana   | Concertación por la Democracia  | PS      | 2940   | 2,00  |           |
| Uziel Valle Venegas             | Concertación por la Democracia  | PDC     | 2399   | 1,63  | Concejal  |
| Jesús Juvenal Larrabeiti Correa | Concertación por la Democracia  | PR      | 2278   | 1,55  | Concejal  |
| José Debernardi Pizarro         | Independientes (Fuera de pacto) | IND     | 2052   | 1,40  |           |
| Sergio Topaz Rusowsky           | Concertación por la Democracia  | SDCH    | 1442   | 0,98  | Concejal  |

### Elecciones municipales de 1996
- Elecciones municipales de 1996, Valparaíso[4]

| Candidato                    | Pacto                          | Partido | Votos  | %     | Resultado |
| ---------------------------- | ------------------------------ | ------- | ------ | ----- | --------- |
| Hernán Pinto Miranda         | Concertación por la Democracia | PDC     | 58 968 | 44,25 | Alcalde   |
| Alberto Neumann Lagos        | La Izquierda                   | PCCh    | 9857   | 7,40  | Concejal  |
| Eugenio González Bernal      | Unión Por Chile                | ILDRN   | 9366   | 7,03  | Concejal  |
| Jorge Castro Muñoz           | Unión Por Chile                | UDI     | 8844   | 6,64  | Concejal  |
| Alejandro Navarrete Pinochet | Unión Por Chile                | UDI     | 8303   | 6,23  | Concejal  |
| Marisol Paniagua Soto        | Concertación por la Democracia | PPD     | 4780   | 3,59  | Concejal  |
| Reinaldo Sánchez Olivares    | Unión Por Chile                | ILDRN   | 4198   | 3,15  |           |
| Eugenio Trincado Suárez      | Concertación por la Democracia | PDC     | 3463   | 2,60  | Concejal  |
| Jorge Coulon Larrañaga       | Concertación por la Democracia | ILFPS   | 3038   | 2,28  |           |
| Manuel Pérez Jara            | Unión Por Chile                | ILDUD   | 2475   | 1,86  |           |
| Marina Huerta Rosales        | Concertación por la Democracia | PDC     | 1996   | 1,50  | Concejal  |
| Alex Eduardo Guerra Sclavos  | Unión Por Chile                | ILDUD   | 1813   | 1,36  |           |
| Uziel Valle Venegas          | Concertación por la Democracia | PDC     | 1795   | 1,35  | Concejal  |
| Gloria Soler Martínez        | Unión Por Chile                | RN      | 1494   | 1,12  |           |
| Rafael Aguirre               | Concertación por la Democracia | PRSD    | 1299   | 0,97  | Concejal  |

### Elecciones municipales de 2000
- Elecciones municipales de 2000, Valparaíso[5]

| Candidato                 | Pacto                          | Partido | Votos  | %     | Resultado |
| ------------------------- | ------------------------------ | ------- | ------ | ----- | --------- |
| Hernan Pinto Miranda      | Concertación por la Democracia | PDC     | 58 771 | 43,26 | Alcalde   |
| Jorge Castro Muñoz        | Alianza por Chile              | UDI     | 35 176 | 25,89 | Concejal  |
| Eugenio González Bernal   | Alianza por Chile              | RN      | 8274   | 6,09  | Concejal  |
| Alberto Neumann Lagos     | La Izquierda                   | PC      | 7633   | 5,62  |           |
| Marisol Paniagua Soto     | Concertación por la Democracia | PPD     | 3644   | 2,68  | Concejal  |
| Eugenio Trincado Suárez   | Concertación por la Democracia | PDC     | 3546   | 2,61  | Concejal  |
| Reinaldo Sánchez Olivares | Alianza por Chile              | ILC     | 2931   | 2,16  |           |
| José Debernardi Pizarro   | Concertación por la Democracia | PPD     | 2596   | 1,91  |           |
| Rafael Almarza Morales    | Concertación por la Democracia | PS      | 1852   | 1,36  | Concejal  |
| Alejandro Villa Vidal     | Concertación por la Democracia | PS      | 1761   | 1,30  |           |
| Uziel Valle Venegas       | Concertación por la Democracia | PDC     | 1341   | 0,99  | Concejal  |
| Marina Huerta Rosales     | Concertación por la Democracia | PDC     | 1302   | 0,96  | Concejal  |
| Raúl Quezada Rodríguez    | Concertación por la Democracia | PRSD    | 1045   | 0,77  |           |

### Elecciones municipales de 2008
- Elecciones municipales de 2008, Valparaíso[6]

| Candidato                             | Pacto                    | Partido | Votos  | %     | Resultado |
| ------------------------------------- | ------------------------ | ------- | ------ | ----- | --------- |
| Eugenio Osvaldo Trincado Suárez       | Concertación Democrática | PDC     | 14 152 | 12,59 | Concejal  |
| Eugenio González Bernal               | Alianza por Chile        | ILE     | 11 054 | 9,83  | Concejal  |
| Alberto Neumann Lagos                 | Juntos Podemos Más       | PCCh    | 8995   | 8,00  | Concejal  |
| Luis Soto Ramírez                     | Alianza por Chile        | UDI     | 5593   | 4,98  | Concejal  |
| Jaime Barrientos Ramírez              | Alianza por Chile        | UDI     | 5375   | 4,78  | Concejal  |
| Marina Huerta Rosales                 | Concertación Democrática | PDC     | 4941   | 4,40  | Concejal  |
| Máximo Silva Herrera                  | Alianza por Chile        | RN      | 4111   | 3,66  | Concejal  |
| Katrina Sanguinetti Tachibana         | Concertación Democrática | PS      | 4098   | 3,65  | Concejal  |
| Guillermo Gutiérrez Murga             | Alianza por Chile        | RN      | 3952   | 3,52  |           |
| Manuel Murillo Calderón               | Concertación Progresista | PPD     | 3868   | 3,44  | Concejal  |
| Absalon Opazo Lazcano                 | Concertación Democrática | PDC     | 3667   | 3,26  | Concejal  |
| María Isabel Molina Lavandera         | Alianza por Chile        | UDI     | 3436   | 3,06  |           |
| Alejandro Ramón Navarrete Pinochet    | Alianza por Chile        | UDI     | 3307   | 2,94  |           |
| Ruth Cáceres Cortés                   | Alianza por Chile        | ILE     | 2666   | 2,37  |           |
| Abel Jonatan Gallardo Pérez           | Concertación Democrática | PS      | 2590   | 2,30  |           |
| Rodolfo Antonio Bickell Dumas         | Concertación Democrática | PDC     | 2534   | 2,25  |           |
| Francisco Javier Baeza Vallejos       | Concertación Democrática | PDC     | 2202   | 1,96  |           |
| Enrique Alejandro Araya Gutiérrez     | Concertación Progresista | ILF     | 2097   | 1,87  |           |
| Jorge Coulon Larrañaga                | Juntos Podemos Más       | ILD     | 2026   | 1,80  |           |
| Christian Antonio Amarales Valenzuela | Juntos Podemos Más       | PH      | 1818   | 1,62  |           |

### Elecciones municipales de 2012
- Elecciones municipales de 2012, para el Concejo Municipal de Valparaíso.[7]

(Se consideran solamente los candidatos electos, de un total de 58)
| Candidato                    | Pacto                    | Partido | Votos | %    | Resultado |
| ---------------------------- | ------------------------ | ------- | ----- | ---- | --------- |
| Alberto Neumann Lagos        | Por un Chile Justo       | PC      | 4170  | 4,99 | Concejal  |
| Zuliana Araya Gutiérrez      | Por un Chile Justo       | PPD     | 3567  | 4,27 | Concejala |
| Eugenio Trincado Suárez      | Concertación Democrática | PDC     | 6624  | 7,92 | Concejal  |
| Marina Huerta Rosales        | Concertación Democrática | PDC     | 3258  | 3,90 | Concejala |
| Marcelo Barraza Vivar        | Concertación Democrática | PDC     | 3986  | 4,77 | Concejal  |
| Paula Quintana Meléndez      | Concertación Democrática | PS      | 6762  | 8,09 | Concejala |
| Carlos Bannen González       | Coalición                | UDI     | 7805  | 9,33 | Concejal  |
| Luis Soto Ramírez            | Coalición                | UDI     | 5110  | 6,11 | Concejal  |
| Eugenio José González Bernal | Coalición                | Indep.  | 5568  | 6,66 | Concejal  |
| Ruth Cáceres Cortés          | Coalición                | RN      | 2134  | 2,55 | Concejala |